# Xã Iowa, Quận Jackson, Iowa
Xã Iowa (tiếng Anh: Iowa Township) là một xã thuộc quận Jackson, tiểu bang Iowa, Hoa Kỳ. Năm 2010, dân số của xã này là 772 người.